# Ron o ia razna (film)
Ron o ia razna (în engleză Ron's Gone Wrong) este un film de animație din anul 2021, distribuit de 20th Century Studios.